# Resolució 1222 del Consell de Seguretat de les Nacions Unides
La Resolució 1222 del Consell de Seguretat de les Nacions Unides fou adoptada per unanimitat el 15 de gener de 1999. Després de recordar anteriors resolucions sobre Croàcia incloses les resolucions 779 (1992), 981 (1995), 1147 (1997) i 1183 (1998), el Consell va autoritzar la Missió d'Observadors de les Nacions Unides a Prevlaka (UNMOP) a continuar supervisant la desmilitarització a la zona de la península de Prevlaka fins al 15 de juliol de 1999.
El Consell de Seguretat va acollir amb beneplàcit el recent aixecament de les restriccions a la llibertat de circulació de la UNMOP i la millora de la cooperació de Croàcia, però va assenyalar al mateix temps violacions de durada del règim de desmilitarització i la presència de forces iugoslaves i ocasionalment croates. També va donar la benvinguda a la voluntat de Croàcia de reobrir punts de cruïlla amb Montenegro com una important mesura de foment de la confiança que havia conduït al trànsit civil en ambdós sentits.
Es va instar a les parts a aplicar plenament un acord sobre la normalització de les seves relacions, cessar les violacions del règim de desmilitarització, reduir la tensió i garantir la lliure circulació als observadors de les Nacions Unides. Es va demanar al secretari general Kofi Annan que considerés una reducció dels observadors militars a tan sols 22 segons les condicions millorades.
També se li va demanar que informés al Consell sobre la situació abans del 15 d'abril de 1999 sobre el progrés cap a una solució pacífica de la disputa entre Croàcia i Sèrbia i Montenegro. Finalment es va demanar a la Força d'Estabilització, autoritzada a la Resolució 1088 (1996) i prorrogada per la Resolució 1174 (1998), que cooperés amb la UNMOP.